# 千葉胤賢
千葉 胤賢（ちば たねかた）は、室町時代中期の武将。武蔵千葉氏初代当主。千葉氏第15代当主千葉兼胤の次男。

## 生涯
享徳3年12月27日（1455年1月15日）、鎌倉公方足利成氏が関東管領上杉憲忠を暗殺したことから享徳の乱が起きると、兄胤直と共に成氏討伐に参加した事から8代将軍足利義政から激賞された。だが、これに不満を抱く重臣原胤房に千葉城を急襲され、胤賢は兄と甥の胤宣と共に千田荘（現在の多古町）に逃れた。
そして胤直と胤賢は志摩城に、胤宣は多古城に立て籠り援軍を待ったが、康正元年（1455年）8月12日、原胤房に加担した叔父馬加康胤の攻撃に耐え切れず多古城は陥落、胤宣は城の近くの阿弥陀堂で自殺、胤房に攻められていた志摩城の胤直も8月15日、東禅寺に走り自殺した。胤賢は2人の息子実胤・自胤を連れて城を脱出、南の小堤城（現在の横芝光町小堤）に入ったが9月7日に小堤城も陥落、胤賢も自殺した。2人の息子は八幡荘（現在の市川市）に逃れた。
その後、実胤と自胤は市河城（現在の市川市市川）に入り、市河城へは将軍義政によって派遣された東常縁も合流したが、古河公方足利成氏の派遣した簗田持助らに敗れ、康正2年（1456年）1月19日に市河城も陥落しさらに武蔵まで落ちのびることとなった。以後2人は扇谷上杉家の保護を受けて馬加康胤・原胤房らに対抗していった。